# Anna Nicole Smith

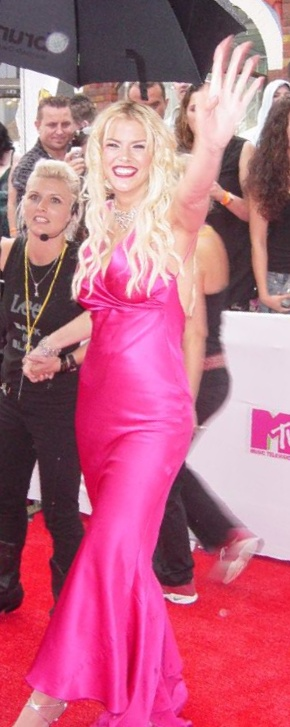
Anna Nicole Smith bei den MTV Music Awards 2005 in Sydney

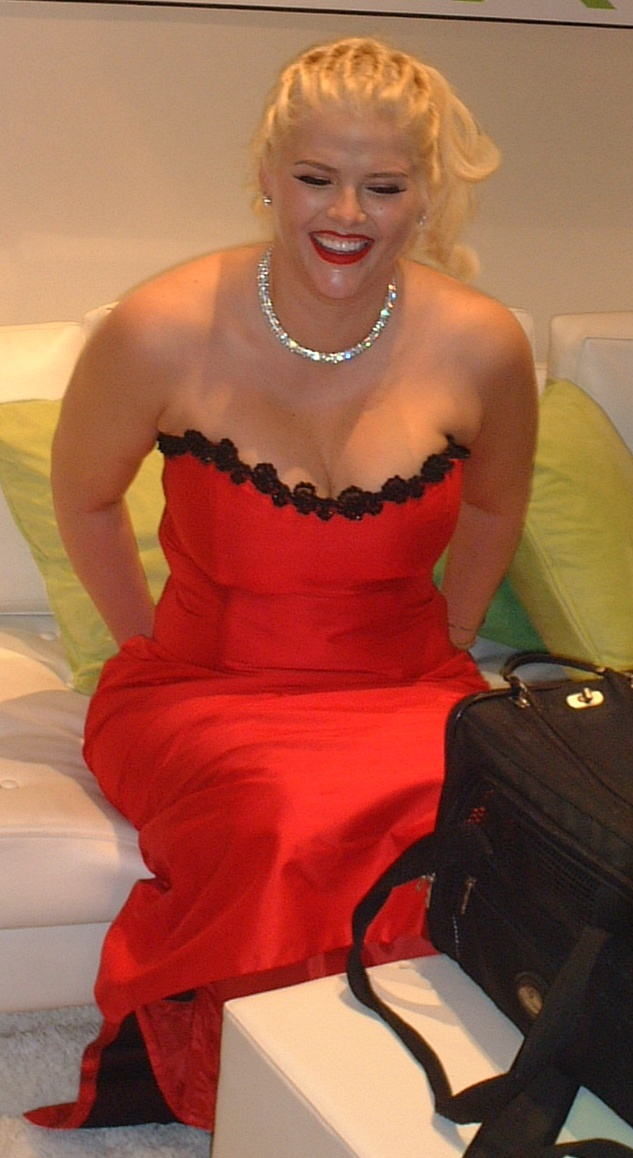
Smith auf der E3 2003

Anna Nicole Smith, bürgerlich Vickie Lynn Marshall, gebürtig Vickie Lynn Hogan (* 28. November 1967 in Houston, Texas; † 8. Februar 2007 in Hollywood, Florida), war ein US-amerikanisches Foto- und Erotikmodel sowie Filmschauspielerin.

## Leben

### Frühe Jahre
Vickie Lynn Marshall war das einzige Kind von Donald Eugene Hogan (1947–2009) und Virgie Mae Tabers (1951–2018). Ihr Vater verließ die Familie zwei Jahre nach ihrer Geburt, und so wuchs sie bei ihrer Mutter und ihrer Tante Elaine auf. In der neunten Klasse zog sie nach Mexia, Texas, einer kleinen Stadt etwa 130 Kilometer südlich von Dallas. Als ihre Mutter Donald R. Hart heiratete, änderte Vickie ihren Namen in Nikki Hart. In Mexia besuchte sie nur kurz die zehnte Klasse, weshalb sie nur einen Achte-Klasse-Abschluss hatte. Sie fand Arbeit in einem Jim’s Krispy Fried Chicken, wo sie Billy Wayne Smith traf, der dort als Koch arbeitete. Am 4. April 1985 heirateten sie, worauf sie den gemeinsamen Sohn Daniel bekamen (* 22. Januar 1986; † 10. September 2006). Die Ehe hielt nur zwei Jahre.
Nikki Hart zog wieder nach Houston. Im Jahr 1987 arbeitete sie dort als Stripperin unter den Pseudonymen Nikki und Robin in einem Nachtclub. Seit ihrer frühen Kindheit verehrte sie die Hollywood-Diva Marilyn Monroe. Deshalb kleidete sie sich wie ihr Vorbild. Eines Tages wurde sie von einem Fotografen einer Modelagentur entdeckt, der Fotografien von ihr gesehen hatte. Sie ließ sich chirurgisch die Brüste vergrößern und nahm außerdem etwas ab, um ihrem Idol noch ähnlicher zu sehen. Im Jahr 1992 lud das Männermagazin Playboy Smith zu einem ersten Fotoshooting ein. Im Mai desselben Jahres wurde sie zum ersten Mal Playmate. Ihr Durchbruch gelang ihr ein Jahr später, als sie zum Playmate des Jahres 1993 gewählt wurde. Der Präsident der Markenfirma Guess, Paul Marciano, sah in ihr hohes Werbepotenzial und engagierte sie deshalb als Model für Guess?-Jeans. Im selben Jahr warb Smith für das schwedische Textilunternehmen Hennes & Mauritz (H&M) und war mit einer Dessous-Werbung an Bushaltestellen zu sehen.

### Zweite Heirat
Am 27. Juni 1994 erlangte sie durch die Hochzeit mit dem 89-jährigen Milliardär J. Howard Marshall weltweite Bekanntheit. Sie selbst war damals 26 Jahre alt. Ein Jahr später, am 4. August 1995, starb ihr Ehemann. In seinem Testament wurde Smith nicht erwähnt, dennoch forderte sie von dessen Sohn E. Pierce Marshall die Hälfte des Nachlasses (1,6 Milliarden Dollar). Nach einem Gerichtsverfahren erhielt sie im Jahr 2000 zunächst 450 Millionen Dollar zugesprochen. Das Urteil wurde im Juni 2001 durch einen anderen Richter aufgehoben, zudem musste Smith die Verfahrenskosten tragen. Im März 2002 wurden ihr 88 Millionen Dollar zugesprochen, jedoch wurde auch diese Entscheidung im Dezember 2004 revidiert. E. Pierce Marshall starb am 20. Juni 2006 im Alter von 67 Jahren. Seine Familie kündigte damals an, den Rechtsstreit weiterzuführen.

### Filmschauspielerin
Im Jahr 1994 gab sie ihr Filmdebüt in der Filmkomödie Die nackte Kanone 33⅓ an der Seite von Leslie Nielsen und Priscilla Presley. Für ihre Mitwirkung an dieser Produktion wurde sie als Schlechtester Newcomer mit der Goldenen Himbeere ausgezeichnet. Im selben Jahr war sie in dem Film Hudsucker – Der große Sprung in einer Nebenrolle zu sehen, ein Jahr später spielte sie die Hauptrolle in dem Actionfilm To the Limit. Der Film war an den Kinokassen ein Flop und wurde von Kritikern negativ bewertet. Zwei Jahre später spielte sie ein weiteres Mal die Hauptrolle in einem Actionfilm, Skyscraper, der als einer der schlechtesten Filme aller Zeiten gilt. Am 4. August 2002 begann die erste Staffel der Doku-Soap The Anna Nicole Show, die von dem amerikanischen Fernsehsender E! Channel ausgestrahlt wurde und hohe Einschaltquoten erzielte. Die Serie lief bis Februar 2004. In dem Film Be Cool aus dem Jahr 2005 hatte sie einen Gastauftritt, in dem sie sich selbst spielte.

### Familie
Am 7. September 2006 brachte sie ihr zweites Kind, Tochter Dannielynn Hope, per Kaiserschnitt in Nassau (Bahamas) zur Welt. Am 10. September 2006 starb ihr Sohn Daniel Smith während eines Besuches im Krankenzimmer seiner Mutter. Laut Presseberichten stellte der von der Familie beauftragte Pathologe Cyril Wecht bei einer Autopsie fest, dass Daniel eine Mischung aus Methadon und Antidepressiva eingenommen hatte, was zu Herzproblemen und schließlich zu seinem Tod geführt habe. In ihrem Testament, das vom 30. Juli 2001 stammt, wird er allerdings noch als Alleinerbe genannt. 
Nun geht das Vermögen von wahrscheinlich mehr als 88 Millionen US-Dollar an ihre Tochter Dannielynn. 
Am 11. April 2007 wurde der Fotograf Larry Birkhead durch eine DNA-Analyse als Vater von Dannielynn bestätigt. Um die Vaterschaft hatte er sich mit Howard K. Stern, dem letzten Lebensgefährten von Anna Nicole, sowie Mark Hatten, Anna Nicoles früherem Leibwächter Alexander Denk und Frédéric von Anhalt, dem Ehemann von Zsa Zsa Gabor, gestritten.

### Tod

Smiths Grabstein

Am 8. Februar 2007 starb Smith im Alter von 39 Jahren nach einem Zusammenbruch auf dem Weg ins Memorial Regional Hospital in Hollywood, Florida. Sie war zuvor von ihrer persönlichen Krankenschwester bewusstlos in ihrem Zimmer des Hard-Rock-Casino-Hotels aufgefunden worden und konnte trotz Wiederbelebungsversuchen nicht gerettet werden. Die durchgeführte Obduktion ergab laut Aussage des Gerichtsmediziners Joshua Perper zuerst keine ungewöhnlichen Erkenntnisse, spätere Untersuchungen ergaben nach Angaben der für die Obduktion verantwortlichen Polizeibehörde, dass Smith an einer versehentlichen Überdosis verschiedener Medikamente verstarb.
Die Beisetzung erfolgte nach wiederholten Streitigkeiten zwischen den Angehörigen über den Ort der Grabstätte am 2. März 2007 auf den Bahamas. Wie Smith es sich gewünscht hatte, wurde sie neben ihrem Sohn bestattet.
Zwei Jahre nach Smiths Tod wurde Anklage gegen ihren ehemaligen Lebensgefährten Howard K. Stern und zwei weitere Ärzte wegen Verschwörung zur Verschreibung und Weitergabe von Medikamenten an eine Abhängige sowie illegaler Medikamentenverordnung erhoben. Im Oktober 2010 wurde Smiths Leibarzt freigesprochen. Howard Stern sowie Smiths Psychiaterin wurden von einer Jury für schuldig befunden, Smith mit Rezepten unter falschem Namen Schmerzmittel besorgt zu haben. Im Januar 2011 hob ein Richter den Schuldspruch gegen Stern auf, da Stern ohne bösen Vorsatz handelte. Smiths Psychiaterin, auch sie ohne bösen Vorsatz, wurde zu einem Jahr auf Bewährung und einer geringen Geldstrafe verurteilt.

## Filmografie (Auswahl)
- 1994: Die nackte Kanone 33⅓ (Naked Gun 33⅓: The Final Insult)
- 1994: Hudsucker – Der große Sprung (The Hudsucker Proxy)
- 1995: To the Limit – Zur richtigen Zeit am richtigen Ort (To the Limit)
- 1996: Skyscraper
- 2000: N.Y.U.K (Fernsehserie, eine Folge)
- 2002–2004: The Anna Nicole Show (Fernsehserie, 26 Folgen in 2 Staffeln)
- 2003: Wasabi Tuna
- 2005: Be Cool – Jeder ist auf der Suche nach dem nächsten großen Hit (Be Cool)
- 2006: Illegal Aliens

## Rezeption ihres Lebens

### Oper
Die von Mark-Anthony Turnage komponierte Oper Anna Nicole wurde am 17. Februar 2011 im Royal Opera House uraufgeführt. Sie wird dort auch 2024 noch aufgeführt.

### Film und Fernsehen
Die Regisseurin Mary Harron drehte 2013 den Fernsehfilm Anna Nicole – Leben und Tod eines Playmates (Anna Nicole) mit Agnes Bruckner und Martin Landau in den Hauptrollen. Die Filmbiografie hatte im Juni 2013 in den USA Premiere und wurde im Februar 2014 auf dem Pay-TV-Sender Sky Cinema erstmals im deutschen Fernsehen gezeigt.
Außerdem ist die Episode Die Stripperin der Fernsehserie Criminal Intent – Verbrechen im Visier (Staffel 6, Folge 20) an das Leben von Anna Nicole Smith angelehnt.

### Dokumentarfilme
- Die letzten Stunden von Anna-Nicole Smith. (= Autopsie Spezial: Die letzten Stunden von … Staffel 1, Folge 3). 42 Min. Regie: James Tovell. USA 2014.[17][18]
- Anna Nicole Smith: You Don't Know Me. 116 Min. Regie: Ursula Macfarlane. USA 2023.[19][20]